# جانلوکا رامازوتی
جانلوکا رامازوتی (انگلیسی: Gianluca Ramazzotti؛ زاده ۲۲ اوت ۱۹۷۰) یک هنرپیشه اهل ایتالیا است.